# 澳門天主教教友協進會
澳門天主教教友協進會（葡萄牙語：Associação de Leigos Católicos de Macau；）是在澳門的一個以天主教為信仰的一個善會組織。
為《澳門觀察報》出版人。

## 宗旨
- 促進澳門教區教友的信仰生活
- 並協助履行傳播福音的使命

## 聯絡方法
地址：Macau P.O. Box 207